# Чернозёрка (Оренбургская область)
Чернозёрка — село в Переволоцком районе Оренбургской области в составе сельского поселения Преторийский сельсовет.

## География
Находится на расстоянии примерно 39 километров по прямой на север от районного центра поселка Переволоцкий.

## Население
Население составляло 106 человек в 2002 году (71% русские),  86 по переписи 2010 года.